# Serie A 1988-1989 (calcio femminile)
L'edizione 1988-1989 è stata la ventiduesima edizione del campionato italiano di Serie A femminile di calcio.
Il Campania G.B. ha conquistato lo scudetto per la prima volta nella sua storia, con l'allenatore Michele Apa. Il titolo di capocannoniere della Serie A è andato a Carolina Morace, calciatrice della Lazio, autrice di 26 gol. Sono retrocessi in Serie B l'Ascoli e il Gravina Vini D.O.C. Etna. Al termine del campionato il Napoli e la Juve Siderno hanno rinunciato a iscriversi alla Serie A. Il Trani 80 si era ritirato dal campionato a calendario già compilato, così che le squadre che avrebbero dovuto affrontarlo hanno osservato un turno di riposo.

## Stagione

### Novità
Al termine della stagione 1987-1988 il Pordenone, il Milan Jolly e il Foggia sono stati retrocessi in Serie B. Al loro posto sono stati promossi il Verona, il Firenze e il Gravina, vincitori dei tre gironi della Serie B 1987-1988.

### Formato
Le 16 squadre partecipanti si affrontano in un girone all'italiana con partite di andata e ritorno per un totale di 30 giornate. Le ultime tre classificate retrocedono in Serie B.

## Squadre partecipanti
| Club                     | Città                      | Stagione 1987-1988    |
| ------------------------ | -------------------------- | --------------------- |
| Ascoli Barbagrigia       | Ascoli Piceno              | 13º posto in Serie A  |
| Campania G.B.            | Giugliano in Campania (NA) | 3º posto in Serie A   |
| Carrara                  | Carrara                    | 12º posto in Serie A  |
| Centomo Verona           | Verona                     | 1º posto in Serie B/A |
| Firenze Casa 77          | Firenze                    | 1º posto in Serie B/B |
| Gravina Vini D.O.C. Etna | Gravina di Catania (CT)    | 1º posto in Serie B/C |
| Juve Siderno             | Siderno (RC)               | 5º posto in Serie A   |
| Lazio CF                 | Roma                       | Campione d'Italia     |
| MamaNoel Fiammamonza     | Monza (MI)                 | 11º posto in Serie A  |
| Milan 82                 | Milano                     | 9º posto in Serie A   |
| Modena Euromobil         | Modena                     | 7º posto in Serie A   |
| ACF Napoli               | Napoli                     | 4º posto in Serie A   |
| Prato Wonder             | Prato (FI)                 | 10º posto in Serie A  |
| Reggiana R. Zambelli     | Reggio Emilia              | 8º posto in Serie A   |
| Torino                   | Venaria Reale (TO)         | 6º posto in Serie A   |
| Trani 80                 | Trani (BA)                 | 2º posto in Serie A   |

## Classifica finale
|  | Pos. | Squadra                  | Pt  | G  | V  | N  | P  | GF | GS | DR  |
|  | ---- | ------------------------ | --- | -- | -- | -- | -- | -- | -- | --- |
|  | 1.   | Campania G.B.            | 51  | 28 | 24 | 3  | 1  | 54 | 12 | +42 |
|  | 2.   | Reggiana R. Zambelli     | 46  | 28 | 20 | 6  | 2  | 62 | 22 | +40 |
|  | 3.   | Prato Wonder             | 43  | 28 | 18 | 7  | 3  | 66 | 19 | +37 |
|  | 4.   | Lazio CF                 | 42  | 28 | 20 | 2  | 6  | 65 | 23 | +42 |
|  | 5.   | Torino                   | 35  | 28 | 15 | 5  | 8  | 57 | 28 | +29 |
|  | 6.   | ACF Napoli               | 32  | 28 | 13 | 6  | 9  | 39 | 29 | +10 |
|  | 7.   | Firenze Casa 77          | 29  | 28 | 12 | 5  | 11 | 36 | 42 | -6  |
|  | 8.   | Milan 82                 | 26  | 28 | 9  | 8  | 11 | 24 | 23 | +1  |
|  | 9.   | Modena Euromobil         | 25  | 28 | 10 | 5  | 13 | 36 | 43 | -7  |
|  | 10.  | Mamanoel Fiammamonza     | 20  | 28 | 9  | 2  | 17 | 28 | 43 | -15 |
|  | 11.  | Juve Siderno (-1)        | 18  | 28 | 5  | 9  | 14 | 22 | 53 | -31 |
|  | 12.  | Centomo Verona           | 15  | 28 | 5  | 5  | 18 | 26 | 54 | -28 |
|  | 13.  | Carrara                  | 15  | 28 | 4  | 7  | 17 | 25 | 55 | -30 |
|  | 14.  | Ascoli Barbagrigia       | 11  | 28 | 1  | 9  | 18 | 7  | 46 | -39 |
|  | 15.  | Gravina Vini D.O.C. Etna | 11  | 28 | 3  | 5  | 20 | 16 | 70 | -54 |
|  | 16.  | Trani 80                 | RIT | -- | -- | -- | -- | -- | -- | --  |

Legenda:
      Campione d'Italia
      Retrocesse in Serie B 1989-1990
      Ritirata dal campionato
Note:
Due punti a vittoria, uno a pareggio, zero a sconfitta.
La Juve Siderno ha scontato 1 punto di penalizzazione per una rinuncia.

## Risultati

### Calendario
| andata      | 1ª giornata            | ritorno    |
| 15 ott 1988 |                        | 4 mar 1989 |
| 0-0         | Ascoli-Verona          | 0-2        |
| 2-0         | Campania GB-Firenze    | 1-0        |
| 0-1         | Fiammamonza-Carrara    | 0-0        |
| 1-4         | Gravina Catania-Torino | 1-0        |
| 0-0         | Modena-Napoli          | 2-0        |
| 1-1         | Prato-Lazio            | 1-1        |
| 6-1         | Reggiana-Juve Siderno  | 0-0        |
| n.d.        | Trani 80-Milan 82      | n.d.       |

| andata      | 4ª giornata              | ritorno    |
| 12 nov 1988 |                          | 1 apr 1989 |
| 0-5         | Ascoli-Lazio             | 0-1        |
| 1-0         | Campania GB-Fiammamonza  | 1-0        |
| 1-2         | Carrara-Napoli           | 0-1        |
| 0-2         | Verona-Prato             | 2-6        |
| n.d.        | Firenze-Trani 80         | n.d.       |
| 1-0         | Juve Siderno-Modena      | 0-2        |
| 1-0         | Reggiana-Gravina Catania | 1-1        |
| 2-2         | Torino-Milan 82          | 0-0        |

| andata      | 7ª giornata              | ritorno     |
| 17 dic 1988 |                          | 22 apr 1989 |
| 2-7         | Carrara-Verona           | 2-1         |
| 0-0         | Juve Siderno-Milan 82    | 2-1         |
| 1-0         | Modena-Ascoli            | 0-0         |
| 1-2         | Napoli-Lazio             | 0-2         |
| 3-0         | Prato-Firenze            | 5-2         |
| 6-2         | Reggiana-Fiammamonza     | 1-0         |
| 0-1         | Torino-Campania GB       | 2-4         |
| n.d.        | Trani 80-Gravina Catania | n.d.        |

| andata      | 10ª giornata           | ritorno     |
| 21 gen 1989 |                        | 13 mag 1989 |
| 2-1         | Campania GB-Lazio      | 1-0         |
| 1-2         | Verona-Napoli          | 1-0         |
| 4-1         | Firenze-Fiammamonza    | 0-1         |
| 0-1         | Gravina Catania-Ascoli | 1-1         |
| 1-1         | Juve Siderno-Carrara   | 0-0         |
| 0-0         | Milan 82-Prato         | 0-2         |
| 4-1         | Reggiana-Modena        | 2-0         |
| n.d.        | Trani 80-Torino        | n.d.        |

| andata      | 13ª giornata                | ritorno    |
| 11 feb 1989 |                             | 3 giu 1989 |
| 0-1         | Ascoli-Torino               | 0-0        |
| 2-3         | Carrara-Campania GB         | 0-2        |
| 0-1         | Verona-Milan 82             | 1-1        |
| 1-0         | Fiammamonza-Gravina Catania | 1-0        |
| 1-3         | Lazio-Reggiana              | 2-1        |
| n.d.        | Modena-Trani 80             | n.d.       |
| 2-2         | Napoli-Firenze              | 1-2        |
| 5-0         | Prato-Juve Siderno          | 2-1        |

| andata      | 2ª giornata             | ritorno     |
| 22 ott 1988 |                         | 11 mar 1989 |
| 1-2         | Carrara-Prato           | 0-3         |
| 2-3         | Verona-Reggiana         | 0-3         |
| 1-0         | Firenze-Gravina Catania | 1-1         |
| n.d.        | Juve Siderno-Trani 80   | n.d.        |
| 4-1         | Lazio-Modena            | 1-3         |
| 0-1         | Milan 82-Campania GB    | 0-1         |
| 2-0         | Napoli-Ascoli           | 1-0         |
| 2-0         | Torino-Fiammamonza      | 2-0         |

| andata      | 5ª giornata                 | ritorno    |
| 19 nov 1988 |                             | 8 apr 1989 |
| 1-1         | Carrara-Ascoli              | 2-1        |
| 1-5         | Gravina Catania-Campania GB | 0-2        |
| 3-0         | Juve Siderno-Verona         | 3-2        |
| 3-2         | Modena-Firenze              | 2-0        |
| 2-1         | Napoli-Torino               | 0-3        |
| 5-2         | Prato-Fiammamonza           | 2-1        |
| 1-0         | Reggiana-Milan 82           | 1-0        |
| n.d.        | Trani 80-Lazio              | n.d.       |

| andata     | 8ª giornata            | ritorno     |
| 7 gen 1989 |                        | 29 apr 1989 |
| 1-0        | Campania GB-Prato      | 1-1         |
| 1-5        | Verona-Torino          | 0-2         |
| 7-2        | Fiammamonza-Modena     | 0-1         |
| 2-0        | Firenze-Ascoli         | 0-0         |
| 1-3        | Gravina Catania-Napoli | 1-6         |
| 4-1        | Lazio-Juve Siderno     | 7-1         |
| 2-2        | Milan 82-Carrara       | 1-0         |
| n.d.       | Trani 80-Reggiana      | n.d.        |

| andata      | 11ª giornata             | ritorno     |
| 28 gen 1989 |                          | 20 mag 1989 |
| 1-1         | Ascoli-Campania GB       | 0-4         |
| 3-1         | Carrara-Gravina Catania  | 0-1         |
| 0-3         | Verona-Firenze           | 0-1         |
| 3-1         | Fiammamonza-Juve Siderno | 1-0         |
| 1-0         | Lazio-Milan 82           | 1-0         |
| n.d.        | Napoli-Trani 80          | n.d.        |
| 2-0         | Prato-Modena             | 4-0         |
| 2-0         | Torino-Reggiana          | 1-2         |

| andata      | 14ª giornata           | ritorno     |
| 18 feb 1989 |                        | 10 giu 1989 |
| 2-0         | Campania GB-Modena     | 2-1         |
| 0-4         | Fiammamonza-Lazio      | 1-2         |
| 3-0         | Firenze-Juve Siderno   | 2-0         |
| 0-1         | Gravina Catania-Verona | 2-2         |
| 3-1         | Milan 82-Ascoli        | 1-0         |
| 2-2         | Reggiana-Napoli        | 2-2         |
| 1-1         | Torino-Prato           | 1-2         |
| n.d.        | Trani 80-Carrara       | n.d.        |

| andata     | 3ª giornata                  | ritorno     |
| 5 nov 1988 |                              | 18 mar 1989 |
| 0-0        | Campania GB-Reggiana         | 1-3         |
| 2-0        | Fiammamonza-Ascoli           | 4-1         |
| 1-1        | Gravina Catania-Juve Siderno | 0-2         |
| 0-2        | Lazio-Torino                 | 1-0         |
| 1-2        | Milan 82-Firenze             | 0-0         |
| 1-0        | Modena-Carrara               | 1-1         |
| 0-2        | Prato-Napoli                 | 1-1         |
| n.d.       | Trani 80-Verona              | n.d.        |

| andata     | 6ª giornata              | ritorno     |
| 3 dic 1988 |                          | 15 apr 1989 |
| 0-3        | Ascoli-Prato             | 0-3         |
| n.d.       | Campania GB-Trani 80     | n.d.        |
| 1-1        | Verona-Modena            | 2-0         |
| 0-2        | Fiammamonza-Napoli       | 0-3         |
| 1-3        | Firenze-Reggiana         | 2-4         |
| 2-0        | Lazio-Carrara            | 4-1         |
| 6-0        | Milan 82-Gravina Catania | 0-2         |
| 3-1        | Torino-Juve Siderno      | 2-2         |

| andata      | 9ª giornata           | ritorno    |
| 14 gen 1989 |                       | 6 mag 1989 |
| 0-0         | Ascoli-Juve Siderno   | 0-0        |
| 1-2         | Carrara-Reggiana      | 0-4        |
| n.d.        | Fiammamonza-Trani 80  | n.d.       |
| 1-0         | Lazio-Verona          | 4-0        |
| 0-1         | Modena-Milan 82       | 1-1        |
| 0-1         | Napoli-Campania GB    | 0-2        |
| 7-0         | Prato-Gravina Catania | 3-0        |
| 1-2         | Torino-Firenze        | 4-0        |

| andata     | 12ª giornata          | ritorno     |
| 4 feb 1989 |                       | 27 mag 1989 |
| 3-0        | Campania GB-Verona    | 3-0         |
| 2-1        | Firenze-Carrara       | 0-0         |
| 0-1        | Gravina Catania-Lazio | 1-6         |
| 1-1        | Juve Siderno-Napoli   | 0-1         |
| 1-0        | Milan 82-Fiammamonza  | 1-0         |
| 2-4        | Modena-Torino         | 0-2         |
| 3-0        | Reggiana-Ascoli       | 3-0         |
| n.d.       | Trani 80-Prato        | n.d.        |

| andata      | 15ª giornata             | ritorno     |
| 25 feb 1989 |                          | 17 giu 1989 |
| n.d.        | Ascoli-Trani 80          | n.d.        |
| 2-6         | Carrara-Torino           | 1-4         |
| 0-1         | Verona-Fiammamonza       | 0-0         |
| 0-4         | Juve Siderno-Campania GB | 0-2         |
| 5-0         | Lazio-Firenze            | 1-2         |
| 7-0         | Modena-Gravina Catania   | 3-0         |
| 2-0         | Napoli-Milan 82          | 0-1         |
| 0-0         | Prato-Reggiana           | 0-1         |

## Verdetti finali
- Il Campania G.B. è Campione d'Italia 1988-1989.
- Ascoli Garbagrigia e Gravina Vini D.O.C. Etna retrocedono in Serie B.